# Oceanisch kampioenschap voetbal onder 17 - 2007
Het Oceanisch kampioenschap voetbal onder 17 van 2007 was de 12e editie van het Oceanisch  kampioenschap voetbal onder 17, een toernooi voor nationale ploegen van landen uit Oceanië. De spelers die deelnemen zijn onder de 17 jaar. Er namen 6 landen deel aan dit toernooi dat van 21 maart tot en met 25 maart 2007 in Tahiti werd gespeeld. Nieuw-Zeeland werd winnaar van het toernooi.
Dit toernooi diende tevens als kwalificatietoernooi voor het wereldkampioenschap voetbal onder 17 van 2007, dat van 18 augustus tot en met 9 september in Zuid-Korea werd gespeeld. De winnaar van dit toernooi plaatste zich, dat was Nieuw-Zeeland.

## Eindstand
| Pos. | Land            | GW | W | G | V | DV | DT | +/− | Ptn. |
| ---- | --------------- | -- | - | - | - | -- | -- | --- | ---- |
| 1    | Nieuw-Zeeland   | 3  | 3 | 0 | 0 | 9  | 2  | +7  | 9    |
| 2    | Tahiti          | 3  | 0 | 2 | 1 | 1  | 2  | –1  | 2    |
| 3    | Fiji            | 3  | 0 | 2 | 1 | 2  | 4  | –2  | 2    |
| 4    | Nieuw-Caledonië | 3  | 0 | 2 | 1 | 1  | 5  | –4  | 2    |

## Wedstrijden
|               |           |     |                                              |                         |
| 20 maart 2007 | Fiji      | 1–3 | Nieuw-Zeeland                                | Stade Pater Te Hono Nui |
| 20 maart 2007 | Getia 68' |     | Chettleburgh 44' Barbarouses 58' Mathews 68' | Stade Pater Te Hono Nui |

|               |        |     |                 |                         |
| 20 maart 2007 | Tahiti | 0–0 | Nieuw-Caledonië | Stade Pater Te Hono Nui |
| 20 maart 2007 |        |     |                 | Stade Pater Te Hono Nui |

|               |               |     |                            |                         |
| 22 maart 2007 | Tahiti        | 1–2 | Nieuw-Zeeland              | Stade Pater Te Hono Nui |
| 22 maart 2007 | Faatiarau 18' |     | Hofmann 5' Barbarouses 61' | Stade Pater Te Hono Nui |

|               |            |     |                   |                         |
| 22 maart 2007 | Fiji       | 1–1 | Nieuw-Caledonië   | Stade Pater Te Hono Nui |
| 22 maart 2007 | Taware 19' |     | Kayara 44' (pen.) | Stade Pater Te Hono Nui |

|               |                 |                                       |               |                         |
| 24 maart 2007 | Nieuw-Caledonië | 0–4                                   | Nieuw-Zeeland | Stade Pater Te Hono Nui |
| 24 maart 2007 |                 | Barbarouses 42', 73', 84' Mathews 90' |               | Stade Pater Te Hono Nui |

|               |        |     |      |                         |
| 24 maart 2007 | Tahiti | 0–0 | Fiji | Stade Pater Te Hono Nui |
| 24 maart 2007 |        |     |      | Stade Pater Te Hono Nui |